# Soual
Soual (okzitanisch: Soal) ist eine französische Gemeinde mit 2.649 Einwohnern (Stand: 1. Januar 2022) im Département Tarn in der Region Okzitanien. Sie gehört zum Arrondissement Castres und zum Kanton Le Pastel (bis 2015: Kanton Dourgne).

## Geographie
Soual liegt etwa 54 Kilometer östlich von Toulouse am Fluss Sor, in den hier der Sant einmündet. Umgeben wird Soual von den Nachbargemeinden Cambounet-sur-le-Sor im Norden, Viviers-lès-Montagnes im Osten, Verdalle im Südosten, Lescout im Süden sowie Saint-Germain-des-Prés im Westen.
Durch die Gemeinde führen die Route nationale 126 und die frühere Route nationale 622.

## Bevölkerungsentwicklung
| Jahr                      | 1962 | 1968 | 1975 | 1982 | 1990 | 1999 | 2006 | 2012 |
| Einwohner                 | 1136 | 1244 | 1459 | 1717 | 1990 | 1987 | 2125 | 2395 |
| Quelle: Cassini und INSEE |      |      |      |      |      |      |      |      |

## Sehenswürdigkeiten
- Reste der mittelalterlichen Befestigung
- Mühle

## Gemeindepartnerschaft
Mit der spanischen Gemeinde Calaf in der Provinz Barcelona in Katalonien besteht seit 2007 eine Partnerschaft.